# Малий Кайнак
Малий Кайна́к (рос. Малый Кайнак) — присілок у складі Армізонського району Тюменської області, Росія.
Населення — 10 осіб (2010, 5 у 2002).
Національний склад станом на 2002 рік:
- росіяни — 80 %